# Pistófono
El pistófono, también llamado calibrador acústico, es un instrumento que se utiliza para asegurar el buen funcionamiento de un sonómetro.              
Funciona generando un tono estable de nivel a una frecuencia predeterminada. La lectura que realiza el sonómetro la hace coincidir con el nivel que genera el pistófono. Suelen disponer de un selector que permite generar uno o más tonos a una frecuencia nominal de 250 Hz y 124 dB.

## Calibración
La calibración consiste en comparar lo que indica un instrumento y lo que debería indicar de acuerdo a un patrón de referencia con valor conocido.